# Легенди за Крали Марко
Легендите за Крали Марко са народни поверия за борбата на този героичен персонаж с анадолските турци.
Първата легенда е за сабята на Крали Марко, която е с изключителни качества: „остра сабя, сама що се дипли, що се дипли дванадесе пъти“. Това оръжие е сравнявано със също така легендарните Ескалибур и Дюрандал, мечовете на крал Артур и на Роланд. За разлика от тези мечове сабята ма Марко няма име, но нейните качества са описани и свързани с технологичната школа, откъдето се предполага че произхожда. Сабята е „дамаскиня“, защото е изработена от стоманата на град Дамаск, изработвана по взаимствана от Северна Индия. По качества до нея се доближават оръжията, изработени в Толедо в Испания. Сабята на Кралевити Марко е определена и като „дипленица“ заради стократното прегъване и ново последващо изковаване. За тях се твърди, че са могли да се огъват почти под прав ъгъл, без да се счупят.
Втората легенда изобразява любимият кон на войводата Шарколия, подкован със сребърни подкови и златни клинци.
Легендата за Крали Марко и пещерата „Камъка“ говори за битка с поробителя, когато българите са пред поражение. В този момент се възправя Крали Марко, а очите му били се налели със сълзи, после засвяткали в искри. Уловил героят планината, откъртил огромна скала и с нея избил до крак агаряните.

## Марко като символ на българската храброст
Великанската си сила юнака получил в противоборството си с една самодива, която посетне станала негова посестрима. От нея той бозал чудодейно мляко и то го дарява с неземна сила. Тази сила му била отнета, защото решил да се пребори и със самия Господ. Той му се явил като немощен старец с една малка торбичка и предложил на Марко да я вдигне. Няколко пъти се мъчил той защото не знаел, че торбата тежи колкото Земята. За това бога му отнел силата и го орисал от тук насетне да побеждава само с хитрост.
Чудодейната сила на Вила Самовила е награда на Марко, защото той когато бил малък видял малко детенце в люлка, лежащо под палещото слънце. Момчето гребнало малко водица в шепата си и напоило детето, а то престанало да плаче. После откършило вейки от един храст, растящ на близо и направило сянка над бебешката люлка. За да пази детето от диви зверове, момчето легнало под люлката. Майката Самовила се явила на мястото и решила да убие момчето. Дъщеричката, Гюргя прочела мислите на майка си и се застъпила за момъка, като изтъкнала всички добрини, които той и бил сторил. Казала и още че иска да е негова посестрима. За да угоди на дъщерята Вила Самовила накарала Марко да суче от лявата и гърда. Посочила един бял камък, но Марко едвам го повдигнал от земята. Накарала самодивата да пие и от дясната и гърда и след това той го захвърлил на три часа път място. От тогава Гюргя е посестрима на момчето и то винаги може да я вика на помощ ако закъса някъде.

## Епос за Крали Марко

### Песен за Крали Марко и три синжира роби
- Михайлово, Врачанско. Записана от Симеона Ашламашка.[7]

### Крали Марко и хала троеглава
- Житен, Софийско.[8]